# Chamacuero, Jalisco
Chamacuero är en ort i Mexiko.   Den ligger i kommunen Teocuitatlán de Corona och delstaten Jalisco, i den centrala delen av landet, 400 km väster om huvudstaden Mexico City. Chamacuero ligger 1 385 meter över havet och antalet invånare är 261.
Terrängen runt Chamacuero är huvudsakligen kuperad, men åt nordväst är den bergig. Chamacuero ligger nere i en dal som går i öst-västlig riktning. Runt Chamacuero är det ganska glesbefolkat, med 35 invånare per kvadratkilometer. Närmaste större samhälle är Teocuitatlán de Corona, 9,0 km väster om Chamacuero. I omgivningarna runt Chamacuero växer huvudsakligen savannskog.